# UTC+11
| Verde scuro | Fuso orario di Kaliningrad (UTC+2).    |
| Rosso       | Fuso orario di Mosca (UTC+3).          |
| Celeste     | Fuso orario di Samara (UTC+4).         |
| Giallo      | Fuso orario di Ekaterinburg (UTC+5).   |
| Ciano       | Fuso orario di Omsk (UTC+6).           |
| Pistacchio  | Fuso orario di Krasnojarsk (UTC+7).    |
| Viola       | Fuso orario di Irkutsk (UTC+8).        |
| Blu         | Fuso orario di Jakutsk (UTC+9).        |
| Verde       | Fuso orario di Vladivostok (UTC+10).   |
| Albicocca   | Fuso orario di Srednekolymsk (UTC+11). |
| Rosso scuro | Fuso orario della Kamčatka (UTC+12).   |

UTC+11 è un fuso orario, in anticipo di 11 ore sull'UTC.

## Zone
È utilizzato nei seguenti territori:
- Micronesia:
  - Kosrae
  - Pohnpei
- Nuova Caledonia
- Russia (Fuso orario di Srednekolymsk):
  - Circondario federale dell'Estremo Oriente:
    - Sacha-Jacuzia (distretti Srednekolymskij, Momskij, Verchnekolymskij, Nižnekolymskij, Allaichovskij, Abyjskij)
    - Oblast' di Magadan
    - Oblast' di Sachalin
- Isole Salomone
- Vanuatu
- Australia
  - Isola Norfolk

## Geografia
In teoria UTC+11 concerne una zona del globo compresa tra 157,5° E e 172,5° E e l'ora inizialmente utilizzata corrispondeva all'ora solare media del 165º meridiano (riferimento soppiantato dal UTC nel 1972). Per ragioni pratiche, i paesi interessati da questo fuso orario coprono un'area molto più estesa.

## Ora legale
Nessuna delle zone a UTC+11 osserva l'ora legale, passando a UTC+12, mentre alcune zone dell'Australia da UTC+10 si ritrovano in estate a UTC+11. L'isola australiana di Lord Howe, in inverno a UTC+10:30, avanza in estate di mezz'ora, utilizzando UTC+11.